# Abelardo Moure
Abelardo Moure García, conocido como Lardo, nacido en la Puebla del Caramiñal en 1979, es un deportista español, especialista en lanzamiento de jabalina, y entrenador de atletas.

## Biografía

### Inicios
La actividad deportiva de Moure comenzó siendo muy niño. Su padre, Pepe Moure, fundó en 1984 la Asociación de Atletismo y Deportes del Barbanza (AADB) y con 5 años fue uno de los primeros atletas de este club.

### Atleta
Moure comenzó practicando disciplinas como medio fondo y salto de altura hasta lanzamientos. A los 12 años ya estaba entre los primeros de Galicia. En el año 1993 acompañó a un primo para competir en un trofeo infantil en Santiago de Compostela. Era la primera vez que lanzaba una jabalina en competición y consiguió la marca mínima para asistir al campeonato gallego de atletismo en Orense. Allí quedó tercero en los 1000 m obstáculos, su disciplina potencial, pero «para mi sorpresa y la de mi padre, quedé subcampeón de Galicia en jabalina, mejorando en 8 m mi marca».[cita requerida] Cuando pasó a ser cadete, combinó el medio fondo y el lanzamiento de jabalina, hasta que una tendinitis crónica lo apartó sin remedio de las carreras.
Lardo Moure se convirtió en autodidacta del lanzamiento de jabalina, en una época en la que la comarca del Barbanza carecía de recursos y conocimientos para practicarlo. Mientras que en La Coruña se construía el actual estadio de Riazor, uno de los entrenadores españoles de esta disciplina, Raimundo Fernández, comenzó a entrenar en la Alta, el estadio de la Puebla donde entrenaban los deportistas del club AADB, llevando consigo atletas como la olímpica Ángeles Barreiro. Así fue como Moure comenzó a entrenar con ellos. Esto marcaría la diferencia, no solamente en su carrera como atleta, sino también en su trayectoria como entrenador, que comenzó con 16 años.
Como lanzador, de forma paralela a sus estudios y trabajo, Moure formó parte de varios clubes: primero el Club Atletismo Rías Ferrol y más tarde el Club Atletismo Ourense, Scorpio de Zaragoza, Scania de Pamplona, Universidad de Burgos y Fent Camí Mislata de Valencia.

### Entrenador
Desde que Lardo Moure tomó el testigo de su progenitor y se convirtió en entrenador, el conjunto de los atletas que dirigió acumula 47 medallas en campeonatos nacionales, tres en europeos y mundiales, catorce récords estatales, 27 récords autonómicos, ocho finalistas internacionales y más de 200 medallas a nivel regional. Entre los atletas que ha dirigido sobresalen los nombres de Ana Peleteiro, Lidia Parada y Jessica Rial.
Fue el entrenador más joven del campeonato del mundo júnior en clasificar a dos atletas para una selección nacional: Ana Peleteiro y Lidia Parada. La primera se erigió en campeona mundial júnior de triple salto. Por su parte, Parada ha ganado diez campeonatos de España consecutivos en lanzamiento de jabalina, en las distintas categorías de edad.